# Леса Косова

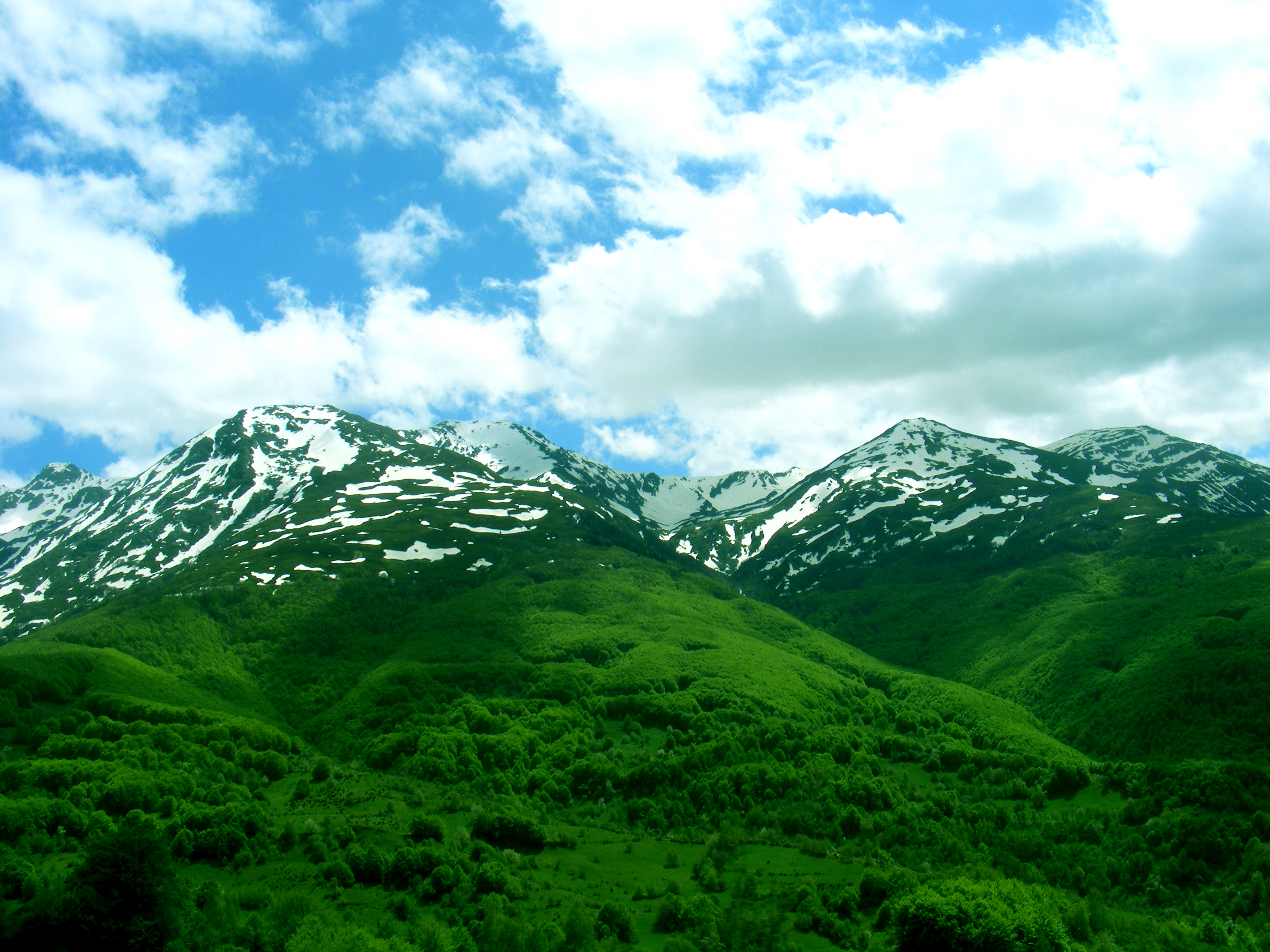
Весенний лес в горах Шар-Планина

Леса Косова — совокупность объектов лесного хозяйства частично признанной Республики Косово. Леса составляют около 41 % всей площади страны. Большая часть лесов находится в юго-западном регионе, в том числе и на окраинах городов Печ, Дечани, Исток, Юник и Джяковица и защищаются определёнными статьями Конституции Косова. В Косове представлено несколько типов лесов, преобладающими являются сосновые леса.
Все леса Косова обладают богатой флорой и фауной, что имеет большое значение для всего региона Балкан. Косовская флора составляет около 25 % флоры Балкан. Важнейшими регионами биоразнообразия являются Шар-Планина и Албанские Альпы. Косовские лесные массивы страдают от сезонных пожаров и незаконных вырубок.

## Обзор
Косовские леса имеют общегосударственное значение и в настоящее время защищены десятком законов. Их площадь оценивается в 464 800 га (1 148 456 акров), из которых 278 880 га (689 127 акров) являются общественной собственностью и находятся в ведении Косовского агентства лесного хозяйства, а 185 920 га (459 418 акров) контролируются частными собственниками.
Леса влияют на климат Косова и служат защитой от эрозии почв. Общая площадь лесных массивов составляет около 40 млн м², при этом плотность составляет около 90 м³ древесины на гектар. Представлены широколиственные и хвойные леса.

### Типы лесов
В таблице приведена классификация лесов по данным Агентства лесного хозяйства Косова:
| Типы лесов     | Площадь в гектарах | % от площади всех лесов |
| -------------- | ------------------ | ----------------------- |
| Горные леса    | 66 000             | 15 %                    |
| Низинные леса  | 179 000            | 42 %                    |
| Вторичные леса | 82 000             | 20 %                    |
| Кустарники     | 103 000            | 23 %                    |

Около половины всех косовских лесов имеет средний возраст деревьев от 0 до 20 лет, в то время как вторая половина почти поровну поделена между категориями от 20 до 40 лет, от 40 до 60 лет и от 60 до 80 лет. Более чем две трети государственных и частных лесов имеют средний диаметр стволов деревьев более 7 см.

#### Леса по типу древесины

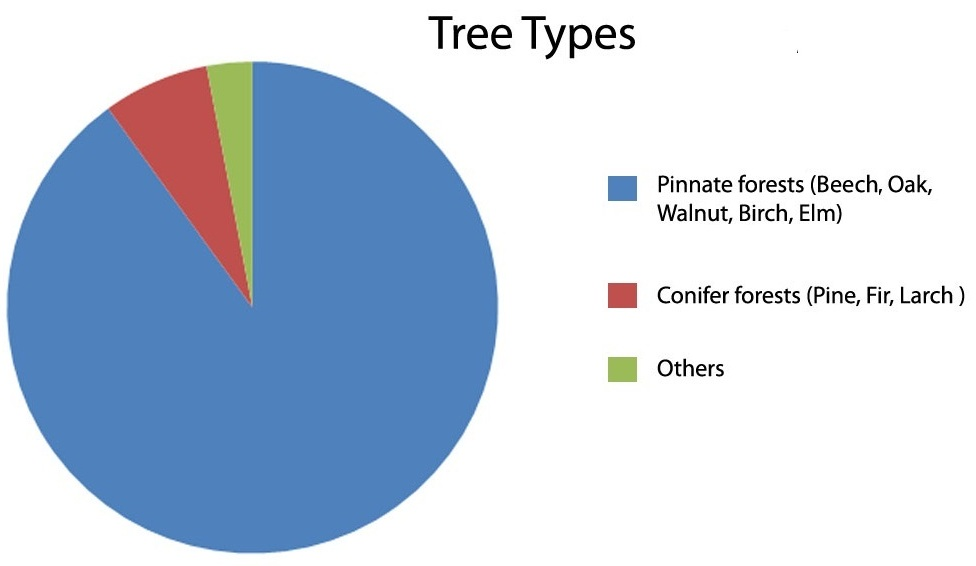
Круговая диаграмма, показывающая наиболее распространённые типы древесины в лесах Косова

Некоторые из наиболее распространённых типов лесов в Косове:
- Бук балканский (Fagus taurica)
- Пихта белая (Abies alba)
- Ель обыкновенная (Picea abies)
- Сосна Гельдрейха (Pinus heldreichii)
- Сосна румелийская (Pinus peuce)
- Дуб скальный (Quercus petraea)
- Дуб Фрайнетто (Quercus frainetto)
- Ива козья (Salix caprea)
- Лещина обыкновенная (Corylus avellana)

### Ежегодная динамика восстановления леса
Почти половина всей территории Косова является лесистой, что приводит к удовлетворительной степени годового роста лесов. Общий запас оценивается в 40 млн м3 древесины. Он ежегодно увеличивается примерно на 1,3 млн м3, или около 3 м3 на гектар. С другой стороны, ежегодный национальный спрос на древесину предположительно составляет около 1 млн м3. Этот огромный спрос возникает из-за того, что дрова являются наиболее распространённым источником тепла по всей стране. Косовский лес, таким образом, увеличивается на 300 000 м3 древесины в год, в то время как в общем плане леса находятся в состоянии упадка.

### Охранные районы
Около 4,39 % территории Косова являются природоохранными. Есть 97 охранных территорий, которые представляют собой природные заповедники, региональные парки, памятники природы и национальные парки. Самой большой из них по площади являются горы Шар-Планина с общей площадью 60 000 гектаров (148 300 акров). Также существовали планы объявить Северо-Албанские Альпы национальным парком.

### Поселения в лесах

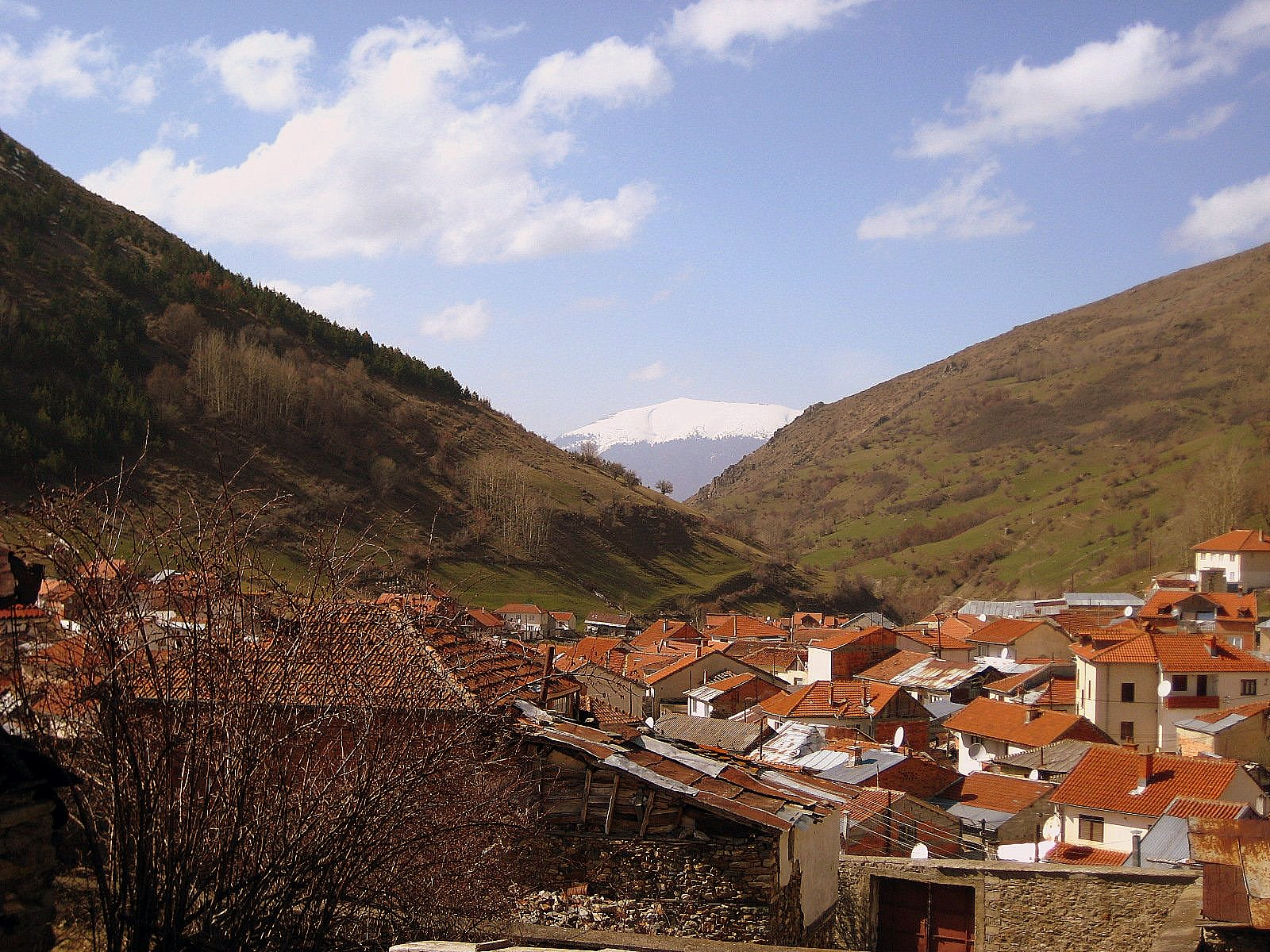
Село Брод, Драгаш

Ряд населённых пунктов располагается в лесах Косова. Наиболее примечательные из них находятся в юго-западной части Косова, в горах Шар-Планина и Северо-Албанских Альпах. Такие муниципалитеты, как Штерпце, Юник и Драгаш, расположены близко к лесистой местности, поэтому к ним относятся несколько небольших населённых пунктов, полностью лежащих в лесах. В других частях Косова есть множество поселений, частично расположенных в лесах. Эта ситуация, однако, меняется из-за высоких темпов урбанизации и вырубки лесов в сельскохозяйственных целях. Коммуна Лепосавич также находится близко к редколесью горного массива Копаоник.

### Угрозы и охрана

#### Законодательство
Основной закон, касающийся сохранения лесов, был утверждён в 2003 году Ассамблеей Косова. Конституция Республики Косово также предусматривает, что косовские леса должны быть защищены в соответствии с ранее утверждёнными законами, в том числе законом о лесах. С тех пор были утверждены и другие многочисленные правовые акты, в том числе закон об охране окружающей среды и закон о территориальном планировании, но их применение остаётся ограниченным. Незаконное использование лесов физическими лицами является главной проблемой, с которой сталкиваются учреждения природоохранного регулирования. Кроме того, повреждение лесных массивов создаёт серьезные риски для исчезающих видов флоры и фауны, населяющих районы, которые подверглись незаконной вырубке.

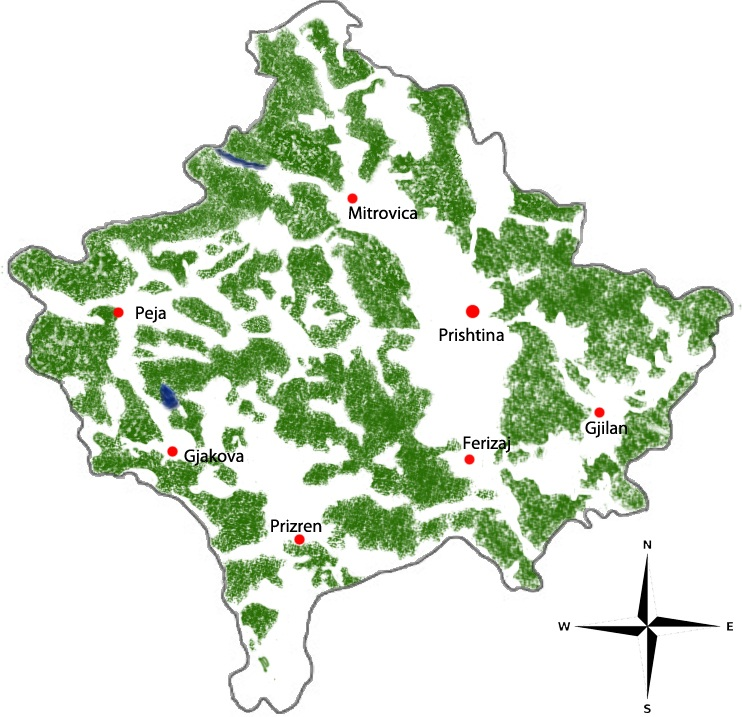
Карта распространения лесов в Косове

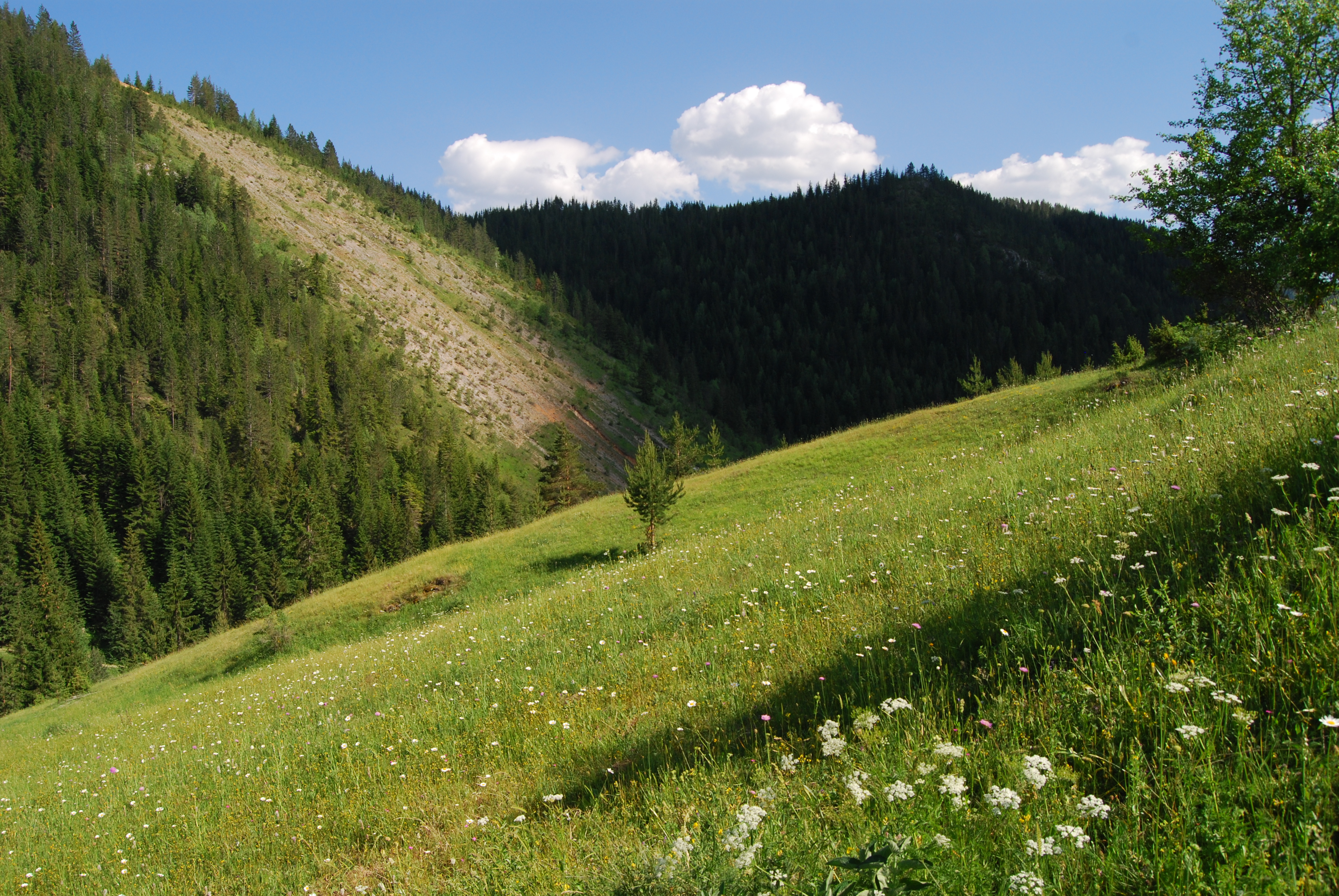
Лес в Руговских Альпах

## Флора и фауна
Флора и фауна косовских лесов достаточно богата через влияние средиземноморского климата через реку Белый Дрин. В этом контексте Шар-Планина и Северо-Албанские Альпы являются двумя наиболее важными областями биоразнообразия Косова. Редколесья Шар-Планины является средой обитания 86 видов сосудистых растений, в то время как Северо-Албанские Альпы являются домом для 128 эндемичных видов.

### Флора

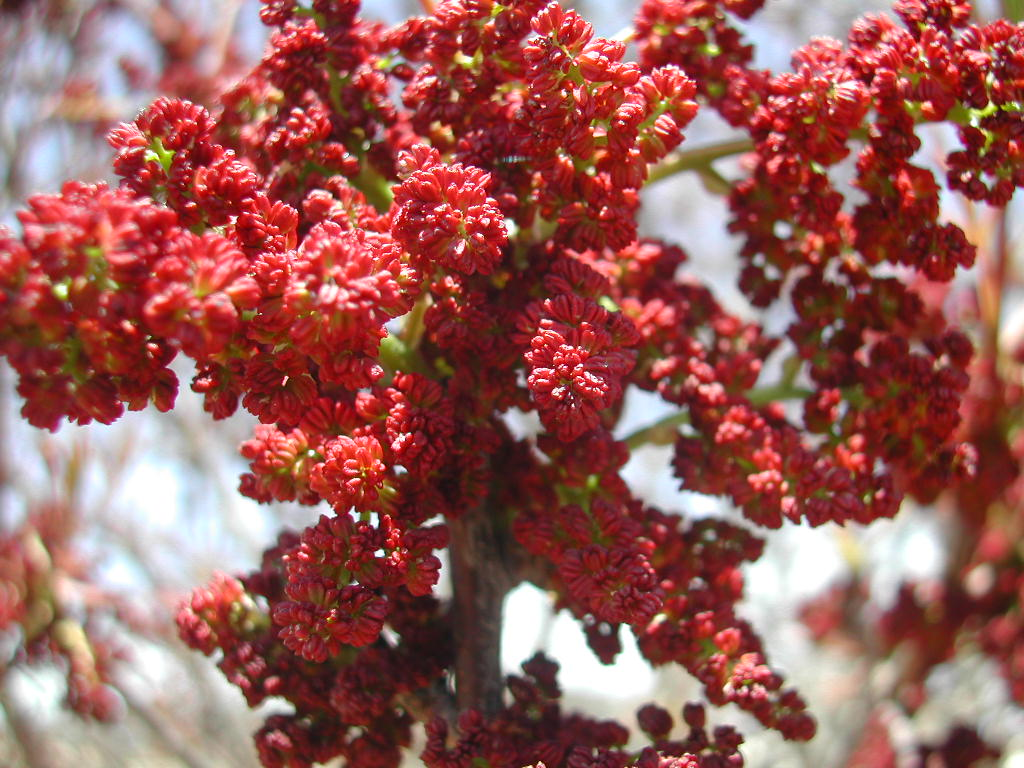
Pistacia palaestina характерна для косовских лесов

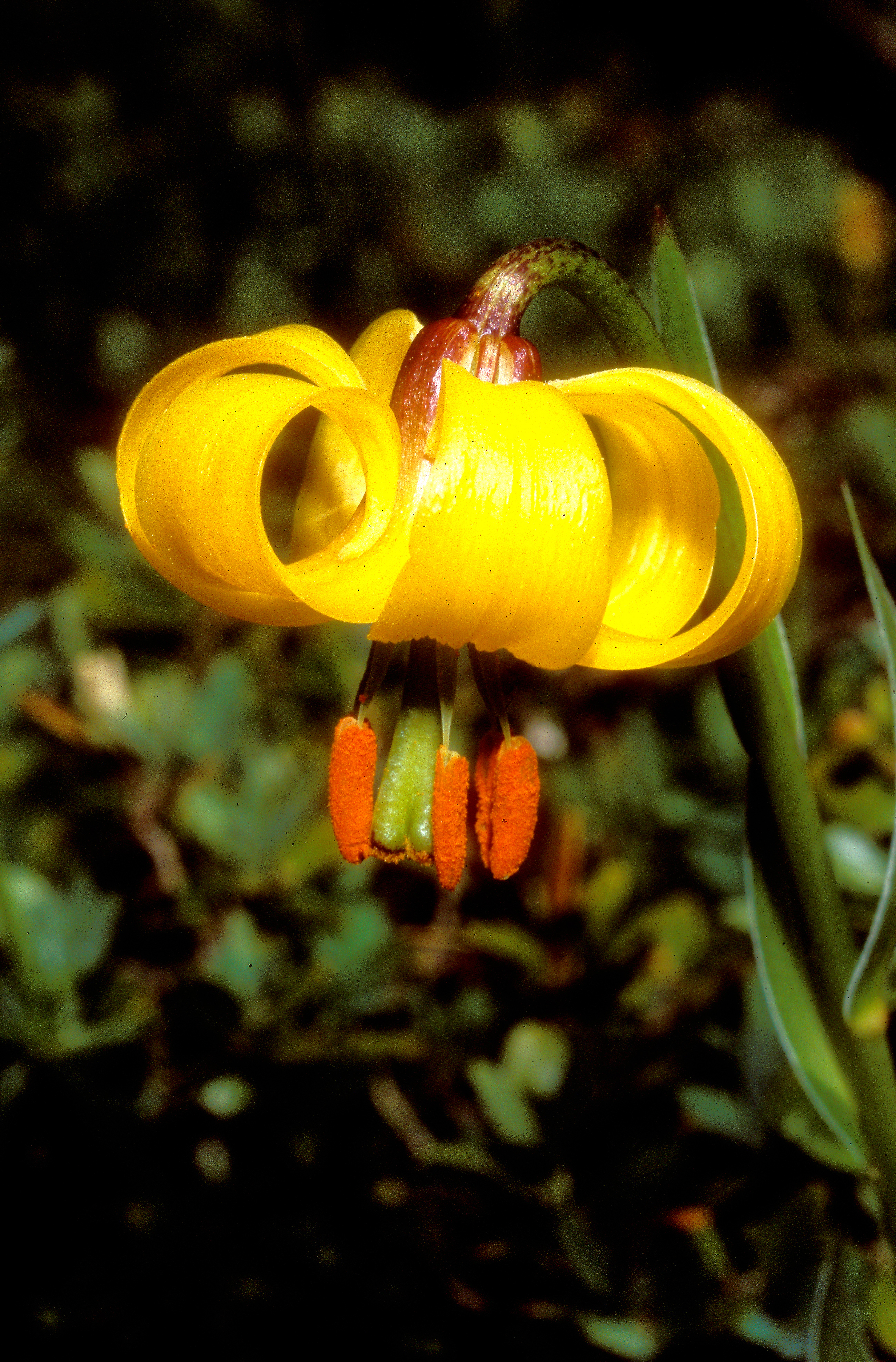
Албанская лилия

Косовская лесная флора представлена 139 видами, 63 родами, 35 семействами и 20 порядками. Она имеет значение для всего региона Балкан — хотя Косово представляет собой лишь 2,3 % от всей поверхности региона, с точки зрения растительности она представляет собой 25 % флоры Балкан и около 18 % европейской флоры.. Из-за влияния средиземноморского климата несколько растений, характерных для субсредиземноморскоих регионов, распространены и в лесах Косова, в том числе терпентинное дерево (Pistacia terebinthus), спаржа дикая (Asparagus acutifolius), ломонос жгучий (Clematis flammula) и вьюнок алтеевидный (Convolvulus althaeoides).
Другие виды, распространённые в лесах Косова, которые не являются исключительными для средиземноморского климата:
- Бирючина обыкновенная (Ligustrum vulgare)
- Ветреница апеннинская (Anemone apennina)
- Хмелеграб обыкновенный (Ostrya carpinifolia)
- Граб восточный (Carpinus orientalis)
- Лещина древовидная (Corylus colurna)
- Форзиция (Forsythia europaea)

#### Исчезающие виды
Есть несколько видов растений в косовскими лесах, которые находятся под угрозой исчезновения, по классификации Агентства по охране окружающей среды Косова:
- Narcissus poeticus
- Tulipa gesneriana
- Trollius europaeus
- Lilium albanicum
- Fritillaria graeca
- Dianthus scardicus
- Wulfenia carinthiaca
- Taxus baccata
- Acer heldreichii
- Quercus trojana
- Ulmus minor

### Животный мир

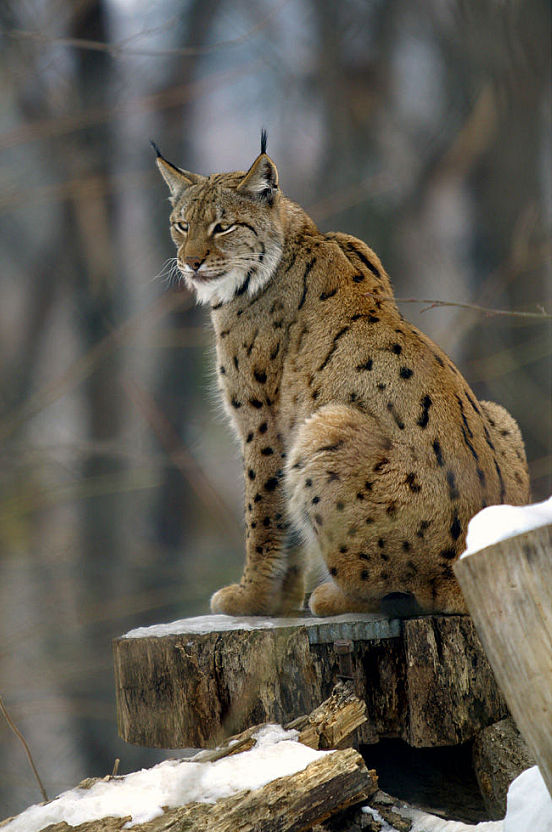
Рысь

Животный мир Косова представлен широким спектром видов благодаря разнообразию его рельефа, экологических факторов и географического расположения. Леса с наибольшим разнообразием животного мира расположены в Сарских горах, Северо-Албанских Альпах, Копаонике и Мокне. Там находится одиннадцать природных заповедников, в которых обитают следующие виды:
- Медведь бурый (Ursus arctos)
- Рысь обыкновенная (Lynx lynx)
- Серна (Rupicapra rupicapra)
- Беркут (Aquila chrysaetos)
- Глухарь (Tetrao urogallus)
- Аист белый (Ciconia ciconia)
- Пустельга степная (Falco naumanni)
- Гадюка носатая (Vipera ammodytes)
- Мышь домовая (Mus musculus)
- Соня-полчок (Glis glis)

## Виды деятельности
Агентство лесного хозяйства Косова, часть Министерства сельского хозяйства, лесного хозяйства и развития сельских районов в правительстве Косова является учреждением, ответственным за управление лесами Косова и решение любого связанного с ним вопроса. Его статус предоставляется законом о лесах, и агентство состоит из нескольких небольших подразделений, которые имеют дело с ведением лесного хозяйства.
Из общего запаса 40 млн м3 древесины около 1 млн м3 ежегодно используется для отопления. Существует большой потенциал для использования или экспорта древесины, но всего лишь небольшую долю срезают для промышленных целей. Лишь около 70 000-80 000 м3 древесины были использованы в промышленности в течение последнего десятилетия, в то время как существует достаточное предложение древесины, чтобы в два раза увеличить эту сумму.

### Пожары
Леса Косова, как правило, склонны к пожарам в летнее время. В течение последнего десятилетия самые большие пожары были зафиксированы летом 2007 года, когда около 5000 га (12 350 акров) земли были повреждены в результате пожаров, вызванных природными и человеческими факторами. Эта ситуация повторилась и на следующее лето. Кроме того, лесные пожары являются исключительно опасными из-за того, что они могут вызывать ряд других стихийных бедствий, включая оползни. Несмотря на это, было предпринято несколько мер, чтобы предотвратить подобные бедствиям, но риск их повторения ещё существует. Кроме того, в результате этих пожаров, флора и фауна постоянно находится под угрозой.

### Незаконная вырубка
Около 40 % общественных лесов и 29 % частных лесов Косова подвергаются незаконному использованию. Больше всего это явление распространено в Шарских лесах. Только в 2008 году около 1800 м3 древесины были повреждены в результате незаконной вырубки леса. Это принесло значительные финансовые убытки в размере около полумиллиона евро только в этом регионе. В течение 2010 года было около 7 600 исков от лесного хозяйства за незаконное использование леса, из которых была рассмотрена и урегулирована лишь небольшая доля. Незаконное использование лесов также создаёт серьезные экологические угрозы. В результате такой деятельности большие лесные массивы были превращены в земли сельскохозяйственного назначения по всей стране, особенно в районе Призрена.
Ряд правительственных проектов был организован с целью предотвращения незаконного использования лесов и выявления территорий, которые наиболее страдают от подобной деятельности. Создан совместный проект ЕС и правительства Косова для борьбы с незаконными вырубками лесных массивов и ожидается, что он даст удовлетворительные результаты.